# Dunderland
Dunderland est une localité du comté de Nordland, en Norvège.

## Géographie
Administrativement, Dunderland fait partie de la kommune de Rana.